# Silvanus Cobb
Silavnus Cobb (Plymouth, 1709 – L'Avana, 1762) è stato un ufficiale britannico.

## Biografia

### La guerra di re Giorgio
Nei resoconti relativi alla guerra di re Giorgio viene  citato per la prima volta il nome di Cobb,  indicato come capitano di una compagnia nel 7th Massachusetts del colonnello Shubael Gorham. Tale reggimento era noto anche come "il reggimento delle baleniere" in quanto la maggior parte dei suoi membri erano impiegati tra Cape Cod e Nantucket a bordo di baleniere locali. Durante questo conflitto Cobb prese parte ad alcuni attacchi , e in seguito comandò  diverse altre compagnie provinciali, fra cui ad esempio la compagnia Annapolis Royal presso Fort Anne in Nuova Scozia nel 1746-47. In seguito divenne capitano comandante di un piccolo vascello armato di base in zona, che fu impiegato nella baia di Fundy nel 1747-48 per trasportare i Gorham's Rangers.

### La guerra di padre Le Loutre
Nel corso della guerra di padre Le Loutre, dopo aver contribuito a far stabilire le forze inglesi a Chebucto nel 1749, il vascello di Cobb divenne parte della milizia marittima del capitano John Rous che si occupò di mantenere aperte le comunicazioni nelle aree costiere della Nuova Scozia e del New England. Il governatore Edward Cornwallis descrisse Cobb come un colono che "conosce ogni porto e ogni ansa nella baia [di Fundy], un uomo adatto a ogni impresa." Cobb fu per quello coinvolto in una serie di operazioni lungo il fiume Saint John nell'agosto del 1750. Il vascello di Cobb venne impiegato nel trasporto di truppe e rifornimenti a Fort Anne (Annapolis Royal), Fort Edward (Windsor), Fort Lawrence (presso Amherst) e lungo il fiume Saint John, e nel convogliare trasporti con a bordo coloni tedeschi trovati nella cittadina di Lunenburg nel 1753. Negli inverni del 1753, del 1754, del 1755 e del 1756 gli venne ordinato di arrivare a Chignecto con rifornimenti per la guarnigione rimasta in loco e vi rimase egli stesso sino alla primavera successiva. Cobb possedeva una casa e una fattoria presso Fort Lawrence dove viveva con sua moglie e sua figlia.
Nell'aprile del 1755, mentre era alla ricerca di un relitto presso Port La Tour, Cobb scoprì lo schooner francese Marguerite nell'atto di portare provviste, cannoni e altri rifornimenti da Louisbourg alle truppe francesi presso il fiume Saint John. Tornò ad Halifax con tale notizia ed ottenne dal governatore Charles Lawrence di poter bloccare il porto sino a quando il capitano William Kensey giunse a bordo della HMS Vulture, e quindi con lui assaltò la nave francese.

### La guerra franco-indiana
Durante la guerra franco-indiana (il teatro nordamericano della guerra dei sette anni), Cobb prestò servizio nel secondo assedio di Louisburgh sotto i generali Boscowen e Amherst nel 1758, e venne scelto dal generale Monckton per portare al generale Wolfe la riconoscenza della fortezza. Successivamente prese parte alla campagna del fiume St. John ed alla campagna del fiume Petitcodiac.
Il capitano Cobb tornò quindi a Plymouth (nel Massachusetts) e si trasferì con la sua famiglia a Liverpool (Nuova Scozia). L'anno precedente aveva comprato una casa a Chignecto, dove risiedette occasionalmente nei periodi invernali. A Liverpool contribuì al popolamento dell'area con la venuta di nuovi coloni ed ancora oggi la cittadina gli ha dedicato un parco e un monumento in esso sul sito della sua casa.
Come ultima azione venne impiegato nella spedizione dell'Avana condotta dagli inglesi nel 1762 durante la quale morì a causa di una malattia contratta. La sua unica figlia sposò il colonnello William Freeman, di Liverpool.